# Ugo Attardi

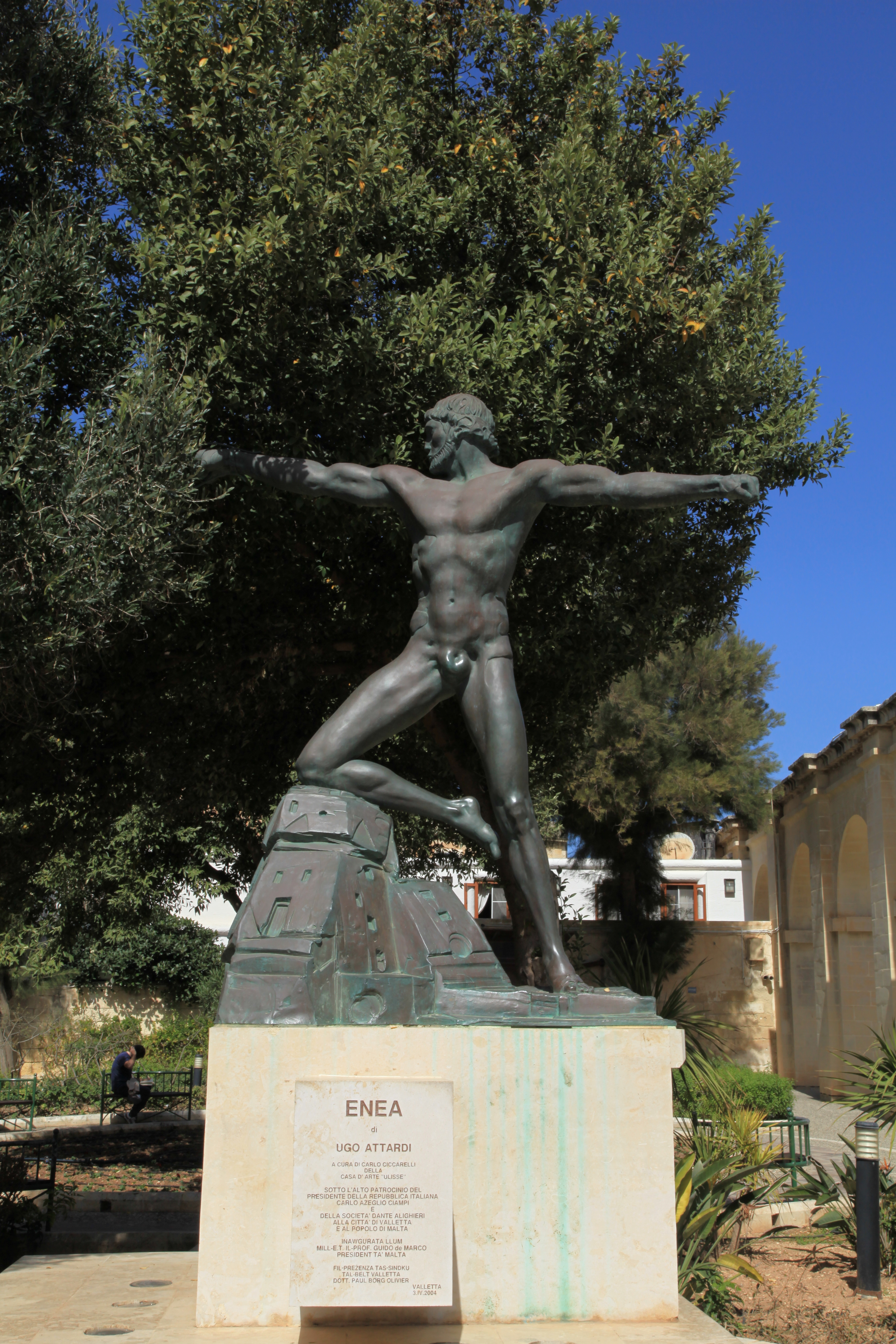
Statue Enea (2004)

Ugo Attardi (* 12. März 1923 in Sori, Ligurien; † 20. Juli 2006 in Rom) war ein italienischer Maler, Bildhauer und Schriftsteller.

## Leben
Ugo Attardi, dessen Eltern Sizilianer waren, wurde in der Nähe der italienischen Stadt Genua geboren und wuchs bei Agrigent und schließlich in Palermo auf. Seine Ausbildung erhielt er an der dortigen Liceo Artistico und für ein Jahr lang an der Facoltà di Architettura. Nach 1945 setzte er seine Studien in Rom fort.
Attardi war von 1947 bis 1950 Mitglied der Gruppe Forma 1, die als Zusammenschluss von Künstlern auf dem Gebiet der abstrakten Kunst entstand und sich für eine Kunst einsetzte, die Formalismus und Marxismus gleichermaßen entsprach. 1961 war er Mitbegründer der Gruppe Il Pro e il Contro, der er bis 1964 angehörte. Mehrfach stellte er auf der Quadriennale di Roma und der Kunstbiennale in Venedig aus. Er unternahm Reisen nach Nordafrika und Spanien (1963), wobei unter dem Einfluss letzterer mehrere Gemäldezyklen entstanden.
Attardis Frühwerk zeigt einen postkubistischen und geometrisch-abstrakten Stil. Um 1950 wurde er ein Vertreter des italienischen Realismo (Realismus) und begann bevorzugt Motive aus den Bereichen Gewalt, Unterdrückung und Eros darzustellen. Nachdem diese Strömung in eine Krise geraten war, entwickelte er einen individuell geprägten metaphorischen Realismus. Dieser wies sowohl moderne als auch klassische Elemente auf, welche zunächst eher expressiv und im Laufe der 1960er Jahre zunehmend veristisch wurden. Sein bis hin zur Eleganz verfeinerter manieristischer Realismus brachte ihm in der neofigurativen Kunstbewegung große Anerkennung ein.
Attardi malte Porträts, Akte, Figürliches und Landschaften in Öl, Tempera, Gouache, Aquarell und Mischtechnik. Als Grafiker schuf er Lithografien und Radierungen. Nach 1968 wirkte er auch als Bildhauer, wobei er insbesondere Holz als Material verwendete. Er gestaltete zum Teil bemalte Reliefs, Akte und große allegorische Figurengruppen. Als Schriftsteller verfasste er Studien und Romane, unter anderem das Buch L’erede selvaggio („Der wilde Erbe“), für das er 1971 den renommierten Premio Viareggio erhielt. 2006 wurde er mit dem Verdienstorden der Italienischen Republik (Stufe Großoffizier) ausgezeichnet.
Ugo Attardi starb am 20. Juli 2006 im Alter von 83 Jahren in Rom.

## Werke (Auswahl)
- Diario di Spagna, Gemälde-Zyklus
- Gli assassini, Gemälde-Zyklus
- Addio, Che Guevara, 1968, Reliefs
- L'arrivo di Pizarro, um 1973, Gruppe
- Cortez o la bellezza dell'occidente, 1973–1976, Gruppe, Höhe 3,70 m
- Enea, 2004, Statue, Bronze, Lower Barrakka Gardens, Valletta

## Ausstellungen (Auswahl)
- 1948–1972: 5.–10. Quadriennale di Roma, Rom
- 1952, 1954, 1978: 26., 27. und 38. Biennale di Venezia, Venedig
- 1987: Forma 1 1947–87, Mathildenhöhe, Darmstadt (mit Katalog)